# Apocephalus parallelus
Apocephalus parallelus är en tvåvingeart som beskrevs av Brown 1997. Apocephalus parallelus ingår i släktet Apocephalus och familjen puckelflugor. Inga underarter finns listade i Catalogue of Life.